# GABBR2
Receptor 2 gama-aminobuterne kiseline B (GABAB1) je podjedinica G protein spregnutog receptora koja je kod ljudi kodirana  genom.
B-tip receptora za neurotransmiter GABA (gama-aminobuterna kiselina) inhibira neuronsku aktivnost putem G protein spregnutog sistema sekundarnih glasnika, koji reguliše oslobađanje neurotransmiter, aktivnost jonskih kanala i adenilil ciklaze.

## Interakcije
Poznato je da GABBR2 formira interakcije sa GABBR1.

## Literatura
- White JH; Wise A; Main MJ;  . (1999). „Heterodimerization is required for the formation of a functional GABA(B) receptor”. Nature. 396 (6712): 679—82. PMID 9872316. doi:10.1038/25354.
- Ng GY; Clark J; Coulombe N;  . (1999). „Identification of a GABAB receptor subunit, gb2, required for functional GABAB receptor activity”. J. Biol. Chem. 274 (12): 7607—10. PMID 10075644. doi:10.1074/jbc.274.12.7607.
- Ng GY; McDonald T; Bonnert T;  . (1999). „Cloning of a novel G-protein-coupled receptor GPR 51 resembling GABAB receptors expressed predominantly in nervous tissues and mapped proximal to the hereditary sensory neuropathy type 1 locus on chromosome 9”. Genomics. 56 (3): 288—95. PMID 10087195. doi:10.1006/geno.1998.5706.
- Martin SC, Russek SJ, Farb DH (1999). „Molecular identification of the human GABABR2: cell surface expression and coupling to adenylyl cyclase in the absence of GABABR1”. Mol. Cell. Neurosci. 13 (3): 180—91. PMID 10328880. doi:10.1006/mcne.1999.0741.
- Clark JA, Mezey E, Lam AS, Bonner TI (2000). „Distribution of the GABA(B) receptor subunit gb2 in rat CNS”. Brain Res. 860 (1–2): 41—52. PMID 10727622. doi:10.1016/S0006-8993(00)01958-2.
- Sullivan R; Chateauneuf A; Coulombe N;  . (2000). „Coexpression of full-length gamma-aminobutyric acid(B) (GABA(B)) receptors with truncated receptors and metabotropic glutamate receptor 4 supports the GABA(B) heterodimer as the functional receptor”. J. Pharmacol. Exp. Ther. 293 (2): 460—7. PMID 10773016.
- White JH; McIllhinney RA; Wise A;  . (2001). „The GABAB receptor interacts directly with the related transcription factors CREB2 and ATFx”. Proc. Natl. Acad. Sci. U.S.A. 97 (25): 13967—72. PMC 17684 . PMID 11087824. doi:10.1073/pnas.240452197.
- Kitano J; Kimura K; Yamazaki Y;  . (2002). „Tamalin, a PDZ domain-containing protein, links a protein complex formation of group 1 metabotropic glutamate receptors and the guanine nucleotide exchange factor cytohesins”. J. Neurosci. 22 (4): 1280—9. PMID 11850456.
- Salim K; Fenton T; Bacha J;  . (2002). „Oligomerization of G-protein-coupled receptors shown by selective co-immunoprecipitation”. J. Biol. Chem. 277 (18): 15482—5. PMID 11854302. doi:10.1074/jbc.M201539200.
- Strausberg RL; Feingold EA; Grouse LH;  . (2003). „Generation and initial analysis of more than 15,000 full-length human and mouse cDNA sequences”. Proc. Natl. Acad. Sci. U.S.A. 99 (26): 16899—903. PMC 139241 . PMID 12477932. doi:10.1073/pnas.242603899.
- Furtinger S; Pirker S; Czech T;  . (2004). „Increased expression of gamma-aminobutyric acid type B receptors in the hippocampus of patients with temporal lobe epilepsy”. Neurosci. Lett. 352 (2): 141—5. PMID 14625043. doi:10.1016/j.neulet.2003.08.046.
- Waldvogel HJ; Billinton A; White JH;  . (2004). „Comparative cellular distribution of GABAA and GABAB receptors in the human basal ganglia: immunohistochemical colocalization of the alpha 1 subunit of the GABAA receptor, and the GABABR1 and GABABR2 receptor subunits”. J. Comp. Neurol. 470 (4): 339—56. PMID 14961561. doi:10.1002/cne.20005.
- Balasubramanian S, Teissére JA, Raju DV, Hall RA (2004). „Hetero-oligomerization between GABAA and GABAB receptors regulates GABAB receptor trafficking”. J. Biol. Chem. 279 (18): 18840—50. PMID 14966130. doi:10.1074/jbc.M313470200.
- Uezono Y; Kaibara M; Hayashi H;  . (2004). „Characterization of GABAB receptor in the human colon”. J. Pharmacol. Sci. 94 (2): 211—3. PMID 14978362. doi:10.1254/jphs.94.211.
- Humphray SJ; Oliver K; Hunt AR;  . (2004). „DNA sequence and analysis of human chromosome 9”. Nature. 429 (6990): 369—74. PMC 2734081 . PMID 15164053. doi:10.1038/nature02465.
- Gerhard DS; Wagner L; Feingold EA;  . (2004). „The Status, Quality, and Expansion of the NIH Full-Length cDNA Project: The Mammalian Gene Collection (MGC)”. Genome Res. 14 (10B): 2121—7. PMC 528928 . PMID 15489334. doi:10.1101/gr.2596504.
- Hlavackova V; Goudet C; Kniazeff J;  . (2005). „Evidence for a single heptahelical domain being turned on upon activation of a dimeric GPCR”. EMBO J. 24 (3): 499—509. PMC 548662 . PMID 15660124. doi:10.1038/sj.emboj.7600557.
- DeGiorgis JA; Jaffe H; Moreira JE;  . (2005). „Phosphoproteomic analysis of synaptosomes from human cerebral cortex”. J. Proteome Res. 4 (2): 306—15. PMID 15822905. doi:10.1021/pr0498436.
- Rual JF; Venkatesan K; Hao T;  . (2005). „Towards a proteome-scale map of the human protein-protein interaction network”. Nature. 437 (7062): 1173—8. PMID 16189514. doi:10.1038/nature04209.
- Osawa Y; Xu D; Sternberg D;  . (2006). „Functional expression of the GABAB receptor in human airway smooth muscle”. Am. J. Physiol. Lung Cell Mol. Physiol. 291 (5): L923—31. PMID 16829628. doi:10.1152/ajplung.00185.2006.

## Spoljašnje veze
- „GABAB Receptors: GABAB2”. IUPHAR Database of Receptors and Ion Channels. International Union of Basic and Clinical Pharmacology. Архивирано из оригинала 08. 08. 2014. г.